# Rhadinella montecristi
Rhadinella montecristi es una especie de serpiente que pertenece a la familia Dipsadidae.

## Distribución geográfica y hábitat
Es endémica del sudeste de Guatemala, noroeste de El Salvador y sudoeste de Honduras. Su hábitat natural se compone de bosque nuboso y bosque húmedo montano bajo. Su rango altitudinal oscila entre 1300 y 2620 m s. n. m.. La especie es terrestre y semifosorial; se puede encontrar entre la hojarasca.

## Estado de conservación
Se encuentra amenazada por la pérdida de su hábitat natural.